# Ampulex luluana
Ampulex luluana är en  stekelart som beskrevs av Leclercq 1954. Ampulex luluana ingår i släktet Ampulex och familjen Ampulicidae. Inga underarter finns listade i Catalogue of Life.